# 呂号第百十一潜水艦
|          |                                                             |
| 艦歴     |                                                             |
| 計画     | 昭和17年度計画（マル急計画）                                |
| 起工     | 1942年8月20日                                               |
| 進水     | 1943年1月26日                                               |
| 就役     | 1943年7月19日                                               |
| その後   | 1944年6月9日爆雷により沈没                                  |
| 亡失認定 | 1944年7月12日                                               |
| 除籍     | 1944年8月10日                                               |
| 性能諸元 |                                                             |
| 排水量   | 基準：525トン 常備：601トン 水中：782トン                   |
| 全長     | 60.90m                                                      |
| 全幅     | 6.00m                                                       |
| 吃水     | 3.51m                                                       |
| 機関     | 艦本式24号6型ディーゼル2基2軸 水上：1,000馬力 水中：760馬力 |
| 電池     | 1号15型120個                                                |
| 速力     | 水上：14.2kt 水中：8.0kt                                    |
| 航続距離 | 水上：12ktで3,500海里 水中：3ktで60海里                     |
| 燃料     | 重油：50トン                                                |
| 乗員     | 38名                                                        |
| 兵装     | 25mm機銃連装1基2挺 魚雷発射管 艦首4門 53cm魚雷8本           |
| 備考     | 安全潜航深度：75m                                           |

呂号第百十一潜水艦（ろごうだいひゃくじゅういちせんすいかん）は、日本海軍の潜水艦。呂百型潜水艦（小型）の12番艦。

## 艦歴
1942年（昭和17年）の昭和17年度計画（マル急計画）により、1942年8月20日、川崎重工業神戸造船所で起工。1943年（昭和18年）1月26日進水。1943年7月19日に竣工し、二等潜水艦に類別。同日、佐世保鎮守府籍となり、訓練部隊である第一艦隊第11潜水戦隊に編入された。
10月31日、第六艦隊第8潜水戦隊第30潜水隊、南西方面部隊潜水部隊に編入。
同日、呂111は呉を出港。11月16日にシンガポールに寄港した後、23日にペナンに到着。12月6日、ペナンを出港し、ベンガル湾に進出。。23日、北緯11度11分 東経80度11分 / 北緯11.183度 東経80.183度のマドラス南東沖で、スウォンジーからカルカッタに向かっていた12隻の船から編成されたJC30船団を攻撃。150トンの爆薬と1,983トンの一般貨物を輸送中の英貨物船ペシャワー（Peshawar、7,934トン）に魚雷1本が命中。2時間後に同船は沈没した。29日、ペナンに到着。
1944年（昭和19年）1月7日、呂111はペナンを出港し、セイロン島東方沖に進出。10日、エレファント岬付近に磁気機雷10個を敷設。その後ペナンに戻った。
2月1日、呂111はペナンを出港し、セイロン島周辺海域での機雷敷設任務に従事。23日、ペナンに到着。
3月7日、呂111は魚雷艇第451号魚雷艇、第455号魚雷艇の護衛を受けてペナンを出港。出港後に2隻と別れ、カルカッタ沖に進出。16日、北緯20度54分 東経89度36分 / 北緯20.900度 東経89.600度のベンガル湾で、カルカッタからチッタゴンに向かっていたHC44船団を発見し、雷撃。魚雷は印貨物船エルマデマ（Elmadima、3,962トン）に命中し、同船は船体が二つに分断されて沈没した。25日、ペナンに到着。同日、第30潜水隊の解隊に伴い、第7潜水戦隊第51潜水隊に編入された。
28日、呂111はペナンを出港し、4月1日に佐世保に到着して整備を受ける。
5月22日、呂111は佐世保を出港し、31日にトラックに到着。6月4日、アドミラルティ諸島北方沖に進出するためトラックを出港。6月7日、トラック南方の散開線を航行中との報告を最後に消息不明となる。
アメリカ側記録によると、6月11日、アドミラルティ諸島北方沖で米護衛空母ホガット・ベイ(USS Hoggatt Bay, CVE-75)搭載のFM-2 ワイルドキャットが海上に漂う重油の帯を発見。ホガット・ベイを護衛していた米駆逐艦テイラー(USS Taylor, DD-468)が調査に向かう。まもなくテイラーは潜航中の潜水艦をソナー探知。爆雷を投下した。投下後、テイラーは潜水艦を探知しやすくするため停止。1541、先ほどの爆雷攻撃によりたまらず浮上してきた潜水艦を、前方2200mの距離で発見。テイラーは主砲と機銃により攻撃を行い、主砲弾5発、機銃弾多数が命中するのを確認した。1546、潜水艦は艦尾から沈没していった。テイラーは浮かび上がってきた重油の帯の上から爆雷を投下し、1558に2回の大爆発音を聴取した。これが呂111の最期の瞬間であり、艦長の中村直三大尉以下乗員54名全員戦死。沈没地点はカビエン北方沖、北緯00度26分 東経149度16分 / 北緯0.433度 東経149.267度。
7月12日、サイパン付近で亡失と認定され、8月10日に除籍された。
撃沈総数は2隻で、撃沈トン数は11,896トンである。

## 歴代艦長

### 艤装員長
- 不詳

### 艦長
- 中村直三 大尉：1943年7月19日 - 1944年6月11日戦死[10]